# چاپ چوبی

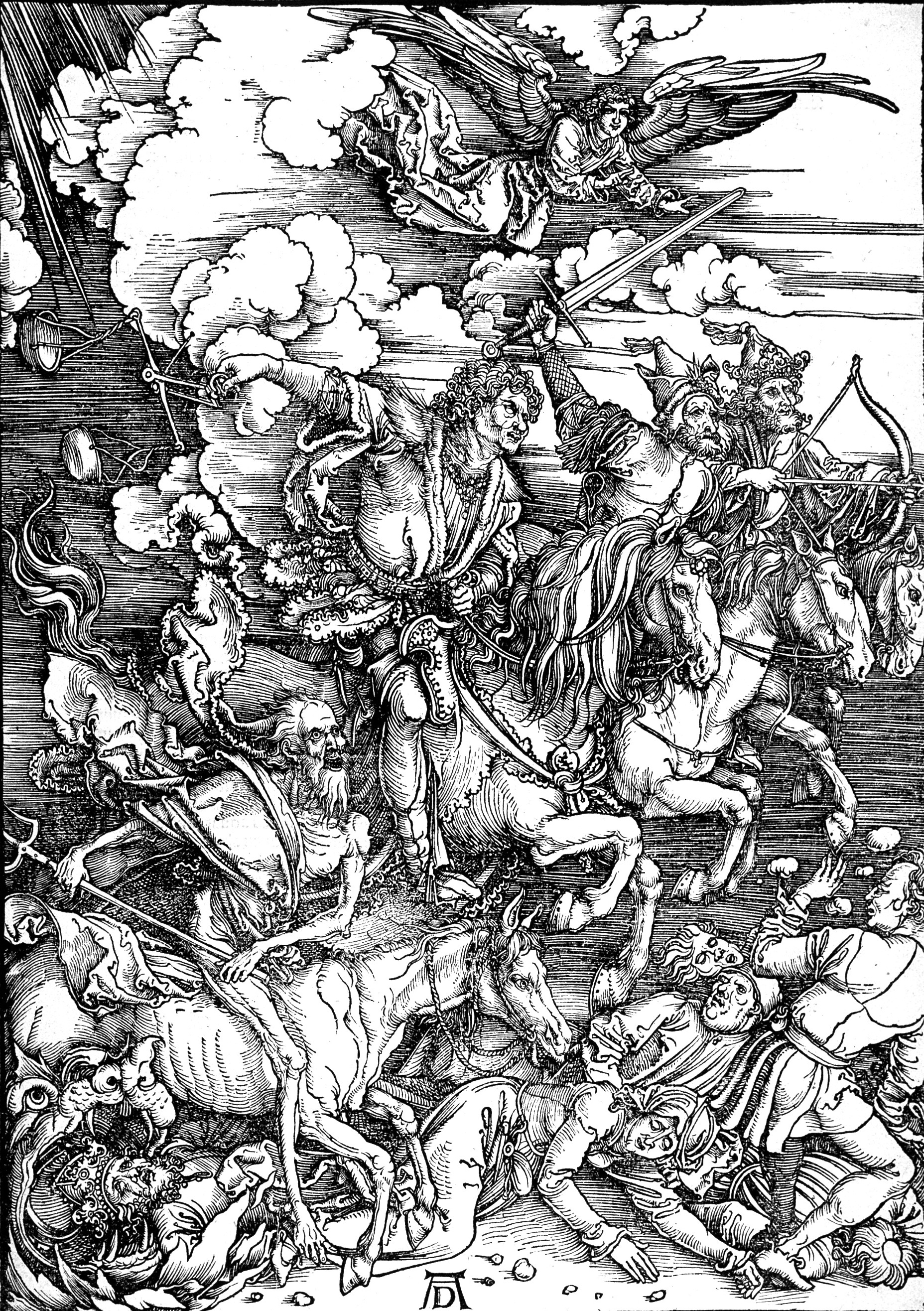
چهار سوار آخرالزمان اثر آلبرشت دورر.

چاپ چوبی گونه‌ای چاپ است که به‌وسیله کنده‌کاری روی لوح چوبی آغشته به مرکب برای ایجاد نقش برجسته انجام می‌شود.‎ در این فن که از انواع چاپ دستی است، تصویر روی سطح لوح چوبی به صورت برجسته باقی می‌ماند و مابقی سطح که شامل تصویری نیست با وسایل ویژه، معمولاً اسکنه، تراشیده و گود می‌شود.

## تاریخچه
چاپ چوبی در چین در دوران باستان به عنوان روشی برای چاپ روی پارچه و بعداً بر روی کاغذ بود. کهن‌ترین قطعه‌های چاپ‌شده روی تخته‌های چوبی که باقی مانده‌اند مربوط به چین، از سلسله هان (قبل از سال ۲۲۰) اند و از ابریشم با گل‌هایی در سه رنگ چاپ شده‌اند.  در قرن سیزدهم این تکنیک چینی به اروپا منتقل شد. اندکی بعد کاغذ از چین از طریق اندلس به اروپا رسید و در اواخر قرن سیزدهم در ایتالیا و در پایان قرن چهاردهم در بورگوندی و آلمان تولید می‌شد.
در اروپا، چاپ چوبی، قدیمی‌ترین تکنیکی است که برای چاپ‌های شاهکار قدیمی استفاده می‌شده، که در حدود سال ۱۴۰۰ میلادی با استفاده از تکنیک‌های موجود برای چاپ روی کاغذ توسعه یافت. یکی از قدیمی‌ترین چاپ‌های چوبی روی کاغذ که امروزه می‌توان آن را دید، مدونای آتش ( Madonna del Fuoco ، به زبان ایتالیایی)، در کلیسای جامع فورلی ، در ایتالیا است.

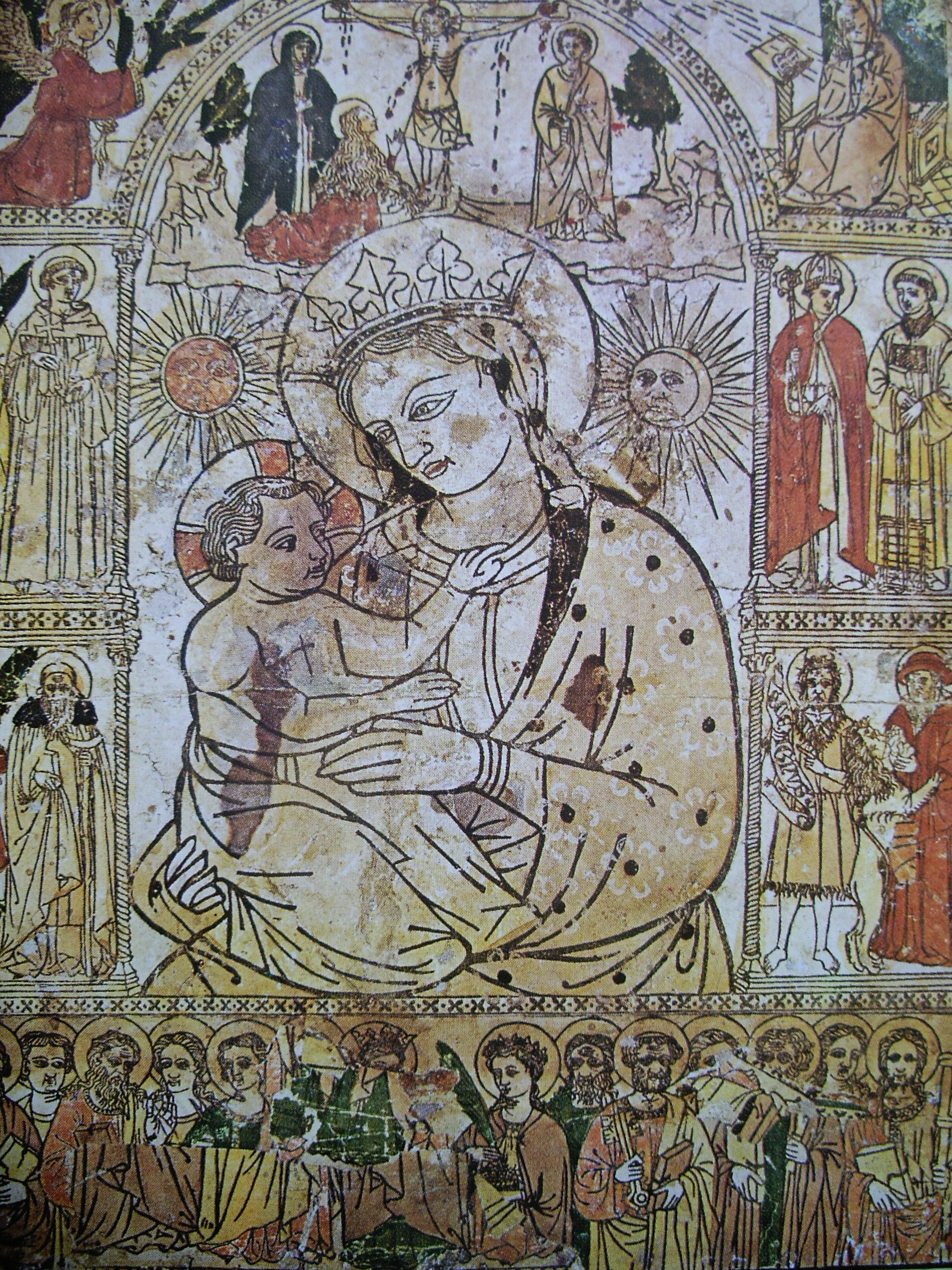
تصویر مذکور در بند پیشین.

افزایش فروش چاپ‌های چوبیِ ارزان در میانه‌ی قرن و خام‌ بودن بسیاری از چاپ های رایج، منجر به سقوط استانداردها شدند. توسعه دریچه‌کشی(Hatching) دیرتر از حکاکی دنبال شد. مایکل وولگموت در ساخت چوب‌های آلمانی از حدود سال ۱۴۷۵ بسیار تاثیرگذار بود و ارهارد رویویچ نخستین کسی بود که از تونل‌کشیِ متقاطع(cross-hatching) استفاده کرد.(انجام آن بسیار سخت‌تر از حکاکی یا چاپ فلزی است.) هر دوی اینها عمدتاً تصاویر کتاب می‌ساختند مانند هنرمندان مختلف ایتالیایی که در همان دوره، استانداردها را در آنجا بالا می‌بردند. در پایان قرن، آلبرشت دورر ، چاپ‌های چوبی غربی را به سطحی رساند که تاکنون از آن فراتر نرفته‌اند. او همچنین جایگاه «تک‌برگی» ها (یعنی تصویری که جداگانه فروخته می‌شود) را بسیار افزایش داد.
از آنجایی که چاپ‌های چوبی و چاپ‌های سربی هر دو به صورت برجسته هستند، به راحتی می توان آنها را با هم چاپ کرد. در نتیجه، تا اواخر قرن شانزدهم، چاپ‌ چوبی، رسانه اصلی برای تصویرسازی کتاب‌ها بود. نخستین تصویرسازی کتاب با چاپ چوبی، مربوط به حدود سال ۱۴۶۱، تنها چند سال پس از آغاز چاپ سربی(که توسط آلبرشت فاستر در بامبرگ چاپ شد) است. از حدود سال ۱۵۵۰ تا اواخر قرن نوزدهم، از چاپ چوبی کمتر برای چاپ های هنری زیبای فردی ("تک برگ") استفاده می‌شد. چاپ چوبی تا قرن نوزدهم در بیشتر اروپا و بعدها در برخی جاها برای چاپ های‌رایج، مهم باقی‌ماند.
این هنر در شرق آسیا و ایران به سطح بالایی از پیشرفت فنی و هنری رسید. چاپ چوبی در ژاپن موکو هانگا نامیده می شود و در قرن هفدهم برای کتاب و هنر به‌کار رفت. ژانر محبوب ژاپنیِ "جهان شناور" (اوکی‌یوئه) در نیمه دوم قرن هفدهم با چاپ های تک رنگ یا دو رنگ آغاز شد. گاهی اوقات اینها پس از چاپ با دست رنگ می‌شدند. بعداً چاپ‌هایی با رنگ‌های بسیار توسعه یافت. چاپ چوبیِ ژاپنی به یک شکل هنری اصلی تبدیل شد، اگرچه در آن زمان جایگاه بسیار پایین تری نسبت به نقاشی داشت. چاپ چوبی تا قرن بیستم به رشد خود ادامه داد.

## روش‌های چاپ
در مقایسه با تکنیک‌های قلم‌زنی مانند چاپ فلزی و حکاکی، فشار کمی برای چاپ مورد نیاز است. تنها لازم است بلوک را جوهرآلود کرده و آن را در تماس محکم و یکنواخت با کاغذ یا پارچه قرار داد تا چاپ قابل قبولی به دست آید. در اروپا از انواع چوب‌ها از جمله چوب شمشاد و یا چوب درخت‌های گلابی یا گیلاس استفاده می‌شد. در ژاپن، چوب گونه‌ای از گیلاس به نامِ Prunus serrulata ترجیح داده می‌شد. 
سه روش برای چاپ وجود دارد:
- مُهرزنی: برای بسیاری از پارچه‌ها و اغلب چوب‌های اولیه اروپایی (۱۴۰۰-۴۰) استفاده می‌شد.  با قرار دادن کاغذ/پارچه روی میز یا سطحی صاف و نهادن بلوکی در بالایش، و فشار دادن یا چکش زدن به پشت آن بلوک، چاپ می‌شدند.
- مالش: ظاهراً رایج‌ترین روش برای چاپ خاور دور بر روی کاغذ در همه زمان‌ها بوده. بعدها در سده پانزدهم برای چوب چوبی و کتاب‌های بلوکیِ اروپایی و به طور گسترده برای پارچه استفاده شد. همچنین از حدود سال ۱۹۱۰ تاکنون برای بسیاری از چاپ‌های چوبیِ غربی استفاده می‌شود. بلوک، روی میز و رو به بالا قرار می گیرد و کاغذ یا پارچه روی بلوک قرار دارد. سپس پشتش را با یک "بالشتک سخت، یک تکه چوب مسطح، یک براق کننده یا یک فروتن چرمی" مالش می‌دهند.[۵] ابزار سنتی ژاپنی که برای این کار استفاده می‌شود، بارِن نامیده می‌شود. بعدها در ژاپن، مکانیزم های چوبی پیچیده برای کمک به ثابت نگه داشتن بلوک چوبی و اعمال فشار مناسب در فرآیند چاپ استفاده شد. این روش به ویژه هنگامی که چندین رنگ به‌ کار رفت مفید بود؛ چون باید فشار با دقت بالایی بر لایه‌های جوهر قبلی اعمال می‌شد.
- چاپ با ماشین(پِرِس): به نظر می‌رسد که ماشین‌های چاپی فقط در زمان‌های اخیر در آسیا مورد استفاده قرار گرفته‌اند. ماشین‌های چاپ از حدود سال ۱۴۸۰ برای چاپ و کتاب‌های بلوکیِ اروپایی و پیش از آن برای تصویرسازی کتاب‌های چوبی استفاده می‌شدند. ماشین‌های فشاری ساده شاید پیش از چاپ در اروپا مورد استفاده قرار گرفته‌باشند، اما شواهد محکمی برای اثبات این ادعا وجود ندارد. احتمال کمی دارد که در آن مکان و زمان یک دستگاه چاپِ گوتنبرگی بوده‌ باشد.[۵]